# Olympische Winterspiele 1984/Teilnehmer (Türkei)
| Gelbes Symbol für Goldmedaillen mit stilisierten Olympischen Ringen | Graues Symbol für Silbermedaillen mit stilisierten Olympischen Ringen | Braundes Symbol für Bronzemedaillen mit stilisierten Olympischen Ringen |
| ------------------------------------------------------------------- | --------------------------------------------------------------------- | ----------------------------------------------------------------------- |
| —                                                                   | —                                                                     | —                                                                       |

Die Türkei nahm an den Olympischen Winterspielen 1984 in Sarajevo mit einer Delegation von 7 Männern teil.

## Teilnehmer nach Sportarten

### Ski Alpin
Herren:
- Yakup Kadri Birinci
Riesenslalom: 53. Platz
Slalom: 27. Platz
- Sabahattin Hamamcıoğlu
Riesenslalom: 61. Platz
Slalom: 37. Platz
- Ali Fuad Haşıl
Riesenslalom: 60. Platz
Slalom: 32. Platz
- Erkan Mermut
Riesenslalom: 63. Platz
Slalom: 34. Platz

### Ski Nordisch

#### Langlauf
Herren:
- Erhan Dursun
15 km: 74. Platz
- Nihattin Koca
15 km: 70. Platz
- Muzaffer Selçuk
15 km: DNF